# جيم كارمايكل
جيم كارمايكل هو سياسي أمريكي، ولد في 18 يوليو 1939 في واشنطن في الولايات المتحدة، وتوفي في 12 يوليو 2016 في ووستير في الولايات المتحدة. نشط حزبياً في الحزب الجمهوري. وقد انتخب عضو مجلس نواب أوهايو ‏.